# Església Baptista de Landover
L'Església Baptista de Landover (en anglès: Landover Baptist Church) és una pàgina web que parodia les esglésies locals fonamentalistes baptistes. Aquesta església, que se'n riu principalment de les Esglésies Baptistes Independents fonamentalistes i del literalisme bíblic, es va originar com una sàtira a la Liberty University.

## Origen
La pàgina web va ser creada per Chris Harper, que va obtenir un màster en literatura anglesa a la George Mason University el 1993, després de ser expulsat de la Liberty University (fundada per Jerry Falwell) el 1989 per produir un programa de ràdio on satiritzava els procediments de la universitat, que l'administració de la Liberty va considerar ofensius. Harper va respondre a la seva expulsió creant la pàgina web de l'Església Baptista de Landover, descrita per Pop Matters com una paròdia i com una mostra de la subcultura religiosa existent a la Liberty.
En un exemple de la Llei de Poe, alguns membres de la comunitat cristiana han donat suport a algunes de les històries que s'expliquen a la pàgina web, i en un llibre sobre Hello Kitty se cita un dels acudits de la pàgina web de Landover com un exemple de la "possibilitat de morir" dels cristians de dretes que s'oposen a la cultura japonesa.

## Descripció
L'ésglesia es descriu com operada sota una estructura dictatorial on el "Pastor" manté tota l'autoritat sobre l'església, els seus membres i les seves àmplies explotacions. L'església, suposadament, utilitza un sistema molt elaborat per mantenir la seva autoritat sobre els seus membres, parodiant el sistema de Jerry Falwell a la Liberty University i, adicionalment, pot forçar als membres a realitzar qualsevol dels seus desitjos (una frase habitual a la pàgina web, en aquests casos, és que el membre és "voluntari obligatori" per complir amb una acció). En cas d'exxpulsió, el membre també és apartat de la propietat de l'església. La pàgina web exposa que Landover pren "mesures cautelars permanents" contra tots els que "no estan salvats" (en anglès: unsaved), prohibint-los l'estada a menys de deu milles de qualsevol propietat de Landover, a més de prohibir-los l'entrada a la pròpia pàgina web de l'església.
Dins de l'univers de Landover, es descriu que l'església posseeix uns 1.000 acres de terreny a Freehold, amb 28 pastors a sou, 412 administratius a temps complet, onze capelles ben equipades, set santuaris, un amfiteatre amb capacitat per 100.000 persones, dotze estudis de televisió, dues estacions de ràdio, una acadèmia, una universitat, dues comunitats tancades, vint-i-set blocs de pisos, tres blocs d'oficines, així com un centre comercial, un parc d'atraccions, un camp de golf, una llar de jubilats, departaments de bombers i policia, centres d'esbarjo i retir, i diversos gimnasos, piscines i cementiris. Un dels esdeveniments anuals de la pàgina web és la història de la casa del terror de l'església durant Halloween.
Els registres de la pàgina web expliquen que el primer pastor de Landover va ser Ben Ebeneezer Smith, i que després de la seva mort el va substituir el seu germà, Fred Smith. Al voltant del juny de 2010 es va produir un cop d'estat, relatat pels visitants de la pàgina web i seguint alguns passatges de la Bíblia, en el qual el pastor Harry Harkwell va prendre el lideratge. La pàgina va descriure com Fred Smith va ser restaurat com a pastor després de la "reconciliació" que va seguir la manifestació per la restauració de l'honor de Glenn Beck.
La pàgina de Landover també mostra material provinent de Betty Bowers, un personatge fictici protagonista de la pàgina web satírica BettyBowers.com. Bowers és interpretada per la veu de l'actriu i comediant Deven Green, apareixent tant en fotografies com en vídeos satírics. Segons la biografia fictícia de la senyora Betty Bowers, es proclama a si mateixa la millor cristiana d'Amèrica. És considerada una membre de l'Església Baptista de Landover.

## Articles similars
- Església Baptista de Westboro
- Religió paròdica